# Bucy-lès-Cerny
Bucy-lès-Cerny – miejscowość i gmina we Francji, w regionie Hauts-de-France, w departamencie Aisne.
Według danych na styczeń 2014 roku gminę zamieszkiwało 198 osób, a gęstość zaludnienia wynosiła 22,7 osób/km².